# Lillesjön (Stora Lundby socken, Västergötland)
Lillesjön är en sjö i Lerums kommun i Västergötland och ingår i Göta älvs huvudavrinningsområde.